# Запис Цакића дуд (Дубље)
Запис Цакића дуд (Дубље) се налази на парцели чији је власник Цакић Светомир.

## Локација
| Општина             | Свилајнац                                                                   |
| Катастарска општина | Дубље                                                                       |
| Потес               | Селиште                                                                     |
| Координате          | 44° 12′ 51″ С; 21° 13′ 02″ И / 44.214100000000002° С; 21.217199999999998° И |
| Надморска висина    | 117m                                                                        |

## Карактеристике
Дендрометријске вредности утврђене на терену и сателитским снимцима:
| Стабло                     | Дуд |
| Висина стабла              | m   |
| Обим дебла                 | m   |
| Пречник крошње             | 6m  |
| Пречник дебла              | m   |
| Висина дебла до прве гране | m   |

## База записа
Запис је у оквиру Викимедија пројекта "Запис - Свето дрво" заведен под редним бројем 1148.